# Кофейная церемония

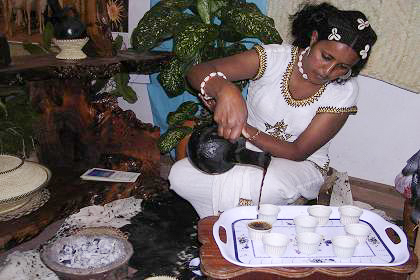
Женщина из Эритреи разливает кофе из джебены

Кофейная церемония — превращённый в ритуал процесс приготовления кофе и кофепития, распространённый в арабских странах, а также, прежде всего, на родине кофе — в Эфиопии и Эритрее.

## Приготовление кофе
Первым этапом кофейной церемонии является обжарка кофейных зёрен над раскалёнными углями в мангале. После этого кофе перемалывается в деревянной ступке. Перемолотый кофе варится в специальном котле, обычно изготавливаемом из керамики и имеющем узкое горлышко (джебене). Когда напиток закипает, он переливается в другой сосуд, остужается, после чего снова доводится до кипения. Для разлива напитка используется фильтр из конского волоса или другого подходящего материала.

## Сервировка
После приготовления хозяин разливает кофе участникам церемонии, перемещая наклонённый котел над чашками, пока каждая из них не наполнится. При этом часть кофе проливается, что также является необходимой частью церемонии. Кроме того, наливается одна дополнительная чашка. В ходе церемонии могут использоваться различные традиционные благовония, такие как ладан или мирра.